# Urke Nakhalnik
Urke Nakhalnik ou Urke Nachalnik (juin 1897–11 novembre 1939) est le pseudonyme de Yitskhok Farberovitsh (ou Itzchak Baruch Farbarowicz), écrivain de livres sur le milieu criminel juif polonais. Nakhalnik est son nom dans la pègre qui deviendra son nom de plume. Résistant dès le début de la Seconde Guerre mondiale, il est assassiné par un gendarme polonais du nom de Michailis, avec 2 autres juifs.

## Biographie

### Sa jeunesse
Urke Nakhalnik est né en 1897 dans la région de Lomzhe en Pologne, dans une famille de la classe moyenne. Son père est un important marchand de farine et sa mère vient d'une famille hassidique aisée. Enfant, il va au heder et plus tard à la yechiva locale, avec l'intention de devenir rabbin. À 14 ans, à la mort de sa mère, après avoir volé son père, il s'enfuit à Vilna où il enseigne l'hébreu et la Bible. Surpris à voler son employeur, il est condamné à une légère peine de prison. Après sa libération sous caution payée par son père, sa famille l'envoie chez son oncle, travailler comme aide-boulanger. Trouvant le travail trop éprouvant, il retourne chez son père et va occuper plusieurs emplois, dont celui d'assistant d'un conducteur de charrette. Cette association l'amène à fréquenter des voleurs professionnels et des criminels. Dès lors, il passera la plupart de son temps à entrer et à sortir de prison.

### Son œuvre littéraire
En 1927, à l'âge de 30 ans, Nakhalnik est condamné à 8 ans d'emprisonnement à la prison de Rawicz, après avoir été déclaré coupable de cambriolage de banques. C'est dans cette prison qu'il commence à s'intéresser à l'écriture et commence à rédiger son autobiographie. Par chance, pendant cette période, il entre en contact avec le chercheur et écrivain polonais, Stanisław Kowalski, qui corrige son texte et s'arrange pour le publier. Il écrit même un appel au président de l'État demandant de la clémence pour ce criminel extrêmement talentueux. Le livre de Nakhalnik, Życiorys własny przestępcy (Biographie d'un criminel) est publié en polonais en 1933, avec une introduction de Stefan Blachowski, un professeur de l'université de Poznań. Il est aussi publié sous forme de feuilleton en yiddish la même année dans le journal Haynt, puis publié sous forme de livre Mayn lebnsveg (Ma vie) en 1938. Le roman apparait en feuilleton dans la presse yiddish de New York, Riga et Buenos Aires, puis en édition russe traduit par L. Gdansky. Le livre de Nakhalnik fait sensation car il met en lumière le milieu criminel sous une forme littéraire. Non seulement il est bien reçu par les critiques, mais il est aussi très populaire   
Bien que son premier livre ait été traduit en yiddish par Arn Mark and Yoysef-Shimen Goldshteyn, Nakhalnik commence à écrire directement en yiddish. Parmi ses œuvres: Alts tsulib froyen (Si ce n'est pas les femmes), qui a été publié en feuilleton dans le Haynt en 1933; Dintoyre: Shpanendike roman fun a ganef (Jugement: l'histoire poignante d'un voleur) qui devint une pièce de théâtre yiddish à succès, adaptée pour la scène par R. Shoshana et jouée au théâtre la Scala de Varsovie et dans des théâtres à Vilna, Łódź et ailleurs; Il écrit aussi de courtes histoires: Der korbn (La victime); Mokotov (Le titre est le nom d'un quartier de Varsovie) et Yosele goy (Yosele le goy), qui contiennent toutes des descriptions vivantes des figures de la pègre et de leurs vies en prison et en dehors. Elles ont été publiées dans des journaux polonais et yiddish, en Pologne et en Amérique. Les journaux yiddish ont aussi publié en feuilleton les volumes suivants de sa biographie en 1932 et 1933: Lebedike kvorim (Les tombes vivantes); Der letster klap (Le coup final) et Videroyflebung, oder der oysgeleyzter(Résurrection ou l'amendé).
Libéré de prison en 1933, Nakhalnik se marie et a un fils. Il s'établit près de Vilna. Il est un participant occasionnel du Yidisher Visnshaftlekher Institut (YIVO), où il s'intéresse à la lexicographie du milieu criminel et fournit commentaires et corrections au dictionnaire de l'argot du YIVO. Il participe fréquemment aux réunions de l'Union des écrivains yiddish à Varsovie quand il séjourne dans cette ville. 
En 1936, il déménage à Otwock, où il continue d'écrire jusqu'au début de la Seconde Guerre mondiale.

### Son combat contre lesnaziset sa mort
Quand la guerre éclate, Nakhalnik se rend à Varsovie où il réétablit ses contacts avec le monde de la pègre et commence à récolter de l'argent et des armes pour attaquer les Allemands. Lors d'une réunion des chefs des mouvements clandestins juifs, comprenant Mordechaj Anielewicz commandant de la  Żydowska Organizacja Bojowa (ŻOB, Organisation juive de combat), et Mikhl Klepfisz du algemeyner yidisher arbeter bund in Lite, Poyln un Rusland ( Bund, Union générale des travailleurs juifs de Lituanie, de Pologne et de Russie), Nakhalnik demande des fonds pour organiser des représailles immédiates contre les nazis. Bien que supporté par Anielewicz, la demande de Nakhalnik est rejetée. 
Il retourne à Otwock où il organise une opération de sabotage sur une ligne de chemin de fer. Arrêté en possession  d'armes, il est torturé par les Allemands et condamné à mort. Sur le chemin conduisant à son lieu d'exécution, il se jette sur son garde et le blesse sérieusement. Il est alors abattu sur place sur la Kościuszko-Allee à Otwock (Calel Perechodnik indique cependant dans son journal qu'il aurait été fusillé dans la forêt de Śródborowo, quartier d'Otwock, avec deux autres résistants juifs après avoir creusé leur propre tombe. Les familles des défunts ont été autorisées à exhumer les cadavres et à les enterrer probablement dans le cimetière d'Aniel).   
Le sort de l'épouse de Nakhalnik, Sary Farbarowicz, et de leur fils, Shmouel, est inconnu.